# Samurai Champloo
"Samurai Champloo" je japanska anime humorna akcijsko povijesna pustolovna serija iz 2004. snimljena po istoimenoj mangi. Ima 26 epizoda i njen redatelj je Shinichiro Watanabe, autor slavnog animea “Cowboy Bebop”. Serija je smještena u Japanu za vrijeme Edo-perioda te je izazvala pozornost neobičnom sintezom elemenata iz stare tradicije, modernih referenci i hip-hop glazbe. Serija je 2006. emitirana u ponoć na njemačkom kanalu VOX.

## Ekipa
Režija: Shinichiro Watanabe
Glasovi: Kazuya Nakai (Mugen), Ayako Kawasumi (Fuu), Ginpei Sato (Jin), Takehito Koyasu (Umanosuke) i drugi.

## Radnja
Japan, Edo era, 19. stoljeće. Mugen je iznimno vješti mačevaoc kojeg još nitko nije pobijedio, ali koji je istodobno i nezaposlen pa često luta zemljom gladan i u potrazi za kakvim poslom. U jednom restoranu primijeti par grubijana samuraja koji napastuju goste te ponudi konobarici Fuu da ih se riješi ako mu zauzvrat ona da par kolača od riže, na što ona na kraju pristane. Mugen pobijedi samuraje, ali slučajno zamijeni i Jina, također nezaposlenog mačevaoca, za jednog od njihovih članova pa s njim započne borbu. Ipak, obojica bivaju uhićeni i osuđeni na smrt. Upravo kada trebaju biti smaknuti, Fuu uz pomoć vatrometa skrene pozornost ljudi te pomogne osloboditi Jina i Mugena. Oni joj obećaju pomoći ostvariti njen san – pronaći „samuraja koji miriše na suncokrete“. 
Tijekom njihovog dugog putovanja prema gradu Nagasaki sretnu puno čudnih likova, od amerikanaca koji ih izazovu na igranje baseballa do ludih samuraja. Na kraju im Fuu prizna da je osoba koju traže zapravo njen otac kojeg nikada nije poznavala. Jina napadne majstorski mačevaoc Kariya Kagetoki koji je pretvorio časnu školu u kojoj je ovaj studirao u školu atentatora pošto više nema posla za samuraje. Mugena pak napadnu tri borca zato što je ovaj dok je bio pirat ozlijedio njihovog brata koji je završio u kolicima. Fuu konačno pronađe svojeg oca, Kasumija Seizoua, bolesnog kako leži na krevetu i koji joj ispriča da ju je ostavio jer se bojao da bi mogla biti ubijena pošto se on bavio širenjem kršćanske religije po Japanu. Kariya ubije njenog oca i krene prema njoj, no tada ga pobijedi Jin. I Mugen pobijedi. Nakon završetka njihove misije, trio se rastane.

## Zanimljivosti
- Serija ima par dodirnih točaka s animeom „Cowboy Bebop“; primjerice, Mugen podsjeća na Spikea Spiegela, a glavni likovi su opet stalno gladni i u potrazi za bilo kakvim poslom.
- Mugen donekle podsjeća i na borca Brucea Leeja.

## Popis epizoda
- 01. Tempestuous Temperaments
- 02. Redeye Reprisal
- 03. Hellhounds for Hire (Part 1)
- 04. Hellhounds for Hire (Part 2)
- 05. Artistic Anarchy
- 06. Stranger Searching
- 07. A Risky Racket
- 08. The Art of Altercation
- 09. Beatbox Bandits
- 10. Lethal Lunacy
- 11. Gamblers and Gallantry
- 12. The Disorder Diaries
- 13. Misguided Miscreants (Part 1)
- 14. Misguided Miscreants (Part 2)
- 15. Bogus Booty
- 16. Lullabies Of The Lost (Verse 1)
- 17. Lullabies Of The Lost (Verse 2)
- 18. War Of The Words
- 19. Unholy Union
- 20. Elegy Of Entrapment (Verse 1)
- 21. Elegy Of Entrapment (Verse 2)
- 22. Cosmic Collisions
- 23. Baseball Blues
- 24. Evanescent Encounter (Part 1)
- 25. Evanescent Encounter (Part 2)
- 26. Evanescent Encounter (Part 3)

## Kritike
Kritičar Gatts je na siteu Animeacademy.com suzdržano komentirao: "Kao i Watanabin prethodni rad, i "Samurai Champloo" je vrlo stilizirna i epizodična serija koja slijedi pustolovine troje neobičnih protagonista koji putuju po Japanu. Dok je serija uspjela na mnogo razina, posjeduje i nekoliko velikih nedostataka koji ju sprečavaju da postane moderni klasik... Cijeli kraj se doima forsiranim i prebrzim sa zlikovcima koji se javljaju da konfrontiraju junake, no pošto nema karakterizacije sve do tog konflikta, završi kao grozan antiklimaks. "Samurai Champloo" je jedna od onih serija koje sam zbilja htio voljeti, ali koje nažalost nikada ne opravdavaju svoj potencijal. Na mnogo načina ovo je izvrstan anime; animacija, akcija i stil su vrhunski. No, tanka priča i likovi ostavljaju puno želja za sobom. Ovo je zabavan anime za gledati, no par nedostataka ga sprečavaju da postane išta više od zabavne razbibrige".
Carlo Santos je na siteu Animenewsnetwork.com utvrdio: „Što se tiče povijesnih serija, malo koja je toliko zabavna kao „Samurai Champloo“, i to je vjerojatno stoga što izbjegava biti povijesna. Usprkos tome što je radnja smještena u 19. stoljeće, ovaj anime osvaja eklektičnim vizualnim stilom i anakronom glazbom koja ga katapultira u modernu relevantnost...Glazba ostaje jednako važna kao i slike, s hip-hop notama koje opisuju širok spektar emocija. Pogledajte i alternativnu pjesmu na kraju epizode 12, baladu punu duše čija dramaturška težina balansira s komičnim ugođajem te epizode“.

## Vanjske poveznice
- Imdb.com
- Animeacademy.com
- Animenewsnetwork.com
- Recenzija na Animenewsnetwork.com